# Église Saint-Genest de Saint-Gineys-en-Coiron
Pour les articles homonymes, voir Église Saint-Genest.
L'église Saint-Genest est une église située en France à Saint-Gineys-en-Coiron, dans le département de l'Ardèche en région Auvergne-Rhône-Alpes.
Elle fait l'objet d'une inscription au titre des monuments historiques depuis 1974.

## Localisation
L'église est située sur la commune de Saint-Gineys-en-Coiron, dans le département français de l'Ardèche.

## Historique
Cette église date des XIIe, XVIIIe et  XIXe siècles.

## Protection
L'église Saint-Genest est inscrite au titre des monuments historiques en 1974.